# Anura Rohana
Anura Rohana (også kendt som Tuttu) er en srilankansk golfspiller. Anura's første turneringssejr var i Surya Nepal Masters 2009, hvilket også var hans første professionelle turnering. Ifølge et interview, er hans favoritgolfspiller  Ernie Els.